# Варлаам (Петров)

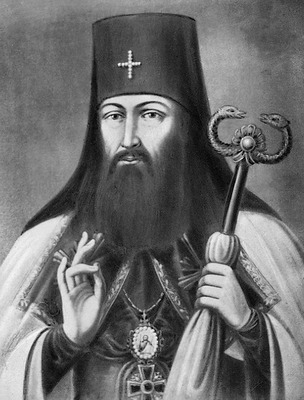
Архиепископ Варлаам, портрет, нач. XIX в.

Архиепископ Варлаам (в миру Василий Петров(ич) Лавровский; 1728, Москва — 27 декабря 1802  [8 января 1803], Тобольск) — епископ Русской православной церкви, архиепископ Тобольский и Сибирский.
В 1984 году причислен к лику святых Русской православной церкви в составе Собора Сибирских святых.

## Биография
Василий Петров родился около 1728 или 1729 года в городе Москве в семье синодального иподиакона церкви Космы и Дамиана в Старых Панех Петра Федорова (ум. ок. 1758) и его жены Параскевы Семеновой (Петров, Фёдоров и Семенова — не фамилии, а отчества; в некоторых источниках указывают фамилию — Шапошников, но в Исповедной ведомости церкви Ильи Пророка за 1744 год они записаны без фамилии). В этой ведомости указан возраст: у иподиакона Петра Федорова — 45 лет, у Параскевы Семеновой — 40 лет, у Василия — 13 лет, у Петра — 12 лет, у племянника Василия Борисова — 7 лет; занижение возраста Василия и Петра, возможно связано с с «делом о присягах». Старший брат митрополита Новгородского и Санкт-Петрбургского Гавриила (Петрова) (1730—1801). На шестом году от рождения сыновей церковнослужителей начинали обучать азбуке, Часослову и Псалтири.
До 1752 года находился при отце в звании синодального подьяка (певчего), но «по спадении с голоса» был уволен из
синодальных певчих. В 1753 году поступил послушником в Киево-Печерскую лавру и одновременно учеником в Киевскую академию. Будучи послушником Лавры, Василий Петров получил в академии фамилию – Лавровский. В 1759 году, достигнув философского класса, принял монашеский постриг.
В 1761 году в сане иеромонаха был уволен в Москву «для свидания с родственниками» и в том же году принят в Троице-Сергиеву лавру «для священнослужения и крылошского послушания», а 20 (31) октября 1761 года уволен «к преосвященному Гедеону (Криновскому) епископу Псковскому и Нарвскому», который отправил иеромонаха Варлаама во Псков для управления Архиерейским домом и возвёл в сан игумена Любятовского монастыря. В 1764 году новым епископом Псковским Иннокентием (Нечаевым) назначен игуменом псковского Спасо-Елеазарова монастыря. В феврале 1765 года переведён в Тверскую епархию, которую в это время возглавил его брат епископ Гавриил (Петров). Здесь игумен Варлаам временно управлял Нило-Столобенской пустынью, а с января 1766 года Желтиковым монастырём. В начале 1768 года возведён в сан архимандрита Борисоглебского монастыря в Торжке.
5 (16) октября 1768 года в придворной императорской церкви Зимнего дворца в Санкт-Петербурге был хиротонисан во епископа Тобольского и Сибирского, став преемником митрополита Тобольского Павла (Конюскевича). В Тобольск прибыл 5 (16) марта 1769 года. На тобольской кафедре проявил себя как строгий аскет, щедро раздавал милостыню нищим, которых каждую субботу приглашали в архиерейский дом. Около Тобольска в 1783 году им был основан Абалакский Знаменский мужской монастырь, в котором поместили чтимую Знаменскую икону Божией Матери. 6 (17) ноября 1792 года был возведён в сан архиепископа.
Особо заботился о Тобольской духовной семинарии, которую в 1770 году переместил из архиерейского дома в тобольский Знаменский монастырь:24; расширил перечень преподаваемых в ней дисциплин: в 1785 году — добавлен греческий язык, в 1788-м — татарский язык, в 1793-м — математика, физика, красноречие, география, в 1802-м — медицина. В 1800 году архиепископ открыл в семинарии класс рисования для развития иконописного дела в епархии. Такое внимание было вызвано как любовью самого святителя к живописи (известно, что он направил в дар туринскому воеводе икону Богородицы собственного письма), так и тем, что в Сибирь из Суздальской епархии поступали иконы крайне низкого качества, и Варлаам ходатайствовал перед Синодом о запрете ввоза в Сибирь икон без освидетельствования их местными архиереями.
Во время восстания под предводительством Емельяна Пугачёва 1773—1775 годов написал и разослал по епархии «для чтения священниками в церквях и других многолюдных собраниях» назидательное увещевание. Он также направлял в духовные правления предписания и наставления, как духовенству действовать в этих обстоятельствах. Некоторые соседние с мятежными уезды для укрепления духовенства владыка посетил лично.
В период управления Варлаамом Тобольской епархией активно строились каменные храмы в Тюмени, Ишиме, Кургане, Томске, Барнауле, Енисейске и других городах. Активное церковное строительство было осуществлено в Тобольске, в котором в 1788 году пожар уничтожил большую часть города, включая архиерейский дом, Знаменский монастырь, 14 церквей и духовная консистория.
В дни отдыха от епархиальных забот святитель уединялся для молитвенных подвигов, уезжая в Междугорский Иоанновский монастырь в 10 верстах от Тобольска и проводя там по нескольку дней в посте и затворничестве.
18 (30) декабря 1802 года от простуды заболел горячкой. Во время болезни он пособоровался и приобщился Святых Таин.
Архиепископ Варлаам скончался 27 декабря 1802 (8 января 1803) в городе Тобольске Тобольской губернии, ныне город — административный центр городского округа город Тобольск Тюменской области. 15 (27) января 1803 года гроб святителя вынесли из домовой архиерейской церкви в Златоустовском придел Софийского собора города Тобольска, где было совершено отпевание и погребение. Владыка Варлаам завещал похоронить себя возле Тобольского митрополита Иоанна, которого благоговейно почитал. Могила митрополита Иоанна находилась у северной стены в алтаре, а могила преосвященного Варлаама была устроена возле той же стены в храмовой части. Над местом его погребения был поставлен деревянный памятник с атрибутами архиерейского служения, сооруженный тобольским купцом Иваном Лукиматушкиным. Позднее памятник был разобран из-за тесноты в приделе.
В 1984 году старанием епископа Омского и Тюменского Максима по благословению патриарха Московского Пимена святитель Варлаам был прославлен в Соборе Сибирских святых.
26 августа 2005 года при реставрации Софийского собора, во время работ по вскрытию полов, было найдено захоронение и произошло обретение мощей святителя Варлаама. При вскрытии склепа на внутренней стороне была обнаружена оловянная табличка с надписью: «Преосвященный Варлаам, архиепископ и кавалер; правивший Тобольскою епархиею 34 года. Уроженец Московский. Постриженец Киевский. Преставился 1802 года декабря 27 дня. 73 лет». 30 августа обретенные мощи были переложены в новый гроб и перенесены в алтарь Софийско-Успенского собора.
2 марта 2013 года мощи в деревянной резной раке были выставлены для поклонения у стены Софийско-Успенского собора города Тобольска.

## Научные труды
Преосвященный Варлаам проявлял интерес к истории Сибири. 
- Варлаам. Краткое показание о бывших как в Тобольске, так и во всех сибирских городах и острогах с начала взятия Сибирскаго государства, воеводах и губернаторах, и прочих чинах; и кто они имянно, и в каких городах были; и кто какой город строил, и когда. : Писанное в Тобольском доме архиерейском, 1791 года. — Тобольск: в типографии у Василья Корнильева, 1792. — 84 с.[12]

## Награды
- Орден Святого Александра Невского, 15 (27) сентября 1801 года, Император и Самодержец Всероссийский Александр I
- Орден Святой Анны I степени, Император и Самодержец Всероссийский Павел I
- Саккос, омофор, епитрахиль и палица из «серебряного дордра», 1776 год, Императрица и Самодержица Всероссийская Екатерина II
- Облачение «из парчи серебряной с шелковыми голубыми цветами, обложенное золотым газом с крестами и звездами из того же газа», как значилось в описи архиерейской ризницы, 1790 год, Императрица и Самодержица Всероссийская Екатерина II
- Алмазный крест на клобук, 1796 год, Императрица и Самодержица Всероссийская Екатерина II